# Adam Elliot
Adam Benjamin Elliot (Victoria, 2 de janeiro de 1972) é um animador e cineasta australiano. Ganhou o Oscar de melhor curta-metragem de animação na edição de 2004 pela realização da obra Harvie Krumpet.

## Biografia
Adam Benjamin Elliot nasceu em 1972. Seu pai era um palhaço acrobático, sua mãe era cabeleireira, e seu irmão é ator. Elliot conta que, crescendo na cidade de Melbourne, Austrália, sempre foi criativo e adorava desenhar. Porém, não sonhava em se tornar um animador, mas sim um veterinário. Ele conta também que não gosta de matemática.
Em sua escola, recebeu o maior reconhecimento A.G. Greenwood Trophy por sua performance dramática por sua interpretação do personagem Dr. Watson em uma peça de Sherlock Holmes entitulada The Incredible Murder of Cardinal Tosca.
Em 1996, obteve seu diploma em um curso de filme e televisão, com especialidade em animação, na Victorian College of the Arts.

## Carreira
Em 1996, enquanto esteve na universidade, realizou o curta-metragem em estilo stop motion Uncle.
Em 2003, obteve reconhecimento internacional com o curta narrado por Geoffrey Rush, Harvie Krumpet, que venceu o Oscar de melhor curta-metragem de animação no ano seguinte.

## Filmografia
- Uncle (1996)
- Cousin (1998)
- Brother (1999)
- Harvie Krumpet (2003)
- Mary and Max (2009)
- Ernie Biscuit (2015)
- Memoir of a Snail (2024)